# Kinder vom Napf
Kinder vom Napf is een Zwitserse bergfilm  van Alice Schmid uit het jaar 2011, 
De schrijfster en regisseur Alice Schmid volgde met haar camera een jaar lang de kinderen van de Zwitserse gemeente Romoos. Ze filmde ze in het ruige landschap rond de berg Napf tot bij het mystieke Aenziloch, waar volgens de legende de donder wordt gemaakt en de demonen wonen. Krachtige beelden gemaakt in het wilde westen van Luzern.

## Plot
De kinderen dalen iedere dag de berg af om naar school te gaan. Daarnaast werken ze op hun boerderijen en spelen in de Alpenweiden. De geïsoleerde gemeenschap wordt steeds kleiner doordat er steeds meer mensen wegtrekken uit het gebied.

## Festival
Deze film was te zien op het Dutch Mountain Film Festival 2013